# Mecaphesa carletonica
Mecaphesa carletonica là một loài nhện trong họ Thomisidae.
Loài này thuộc chi Mecaphesa. Mecaphesa carletonica được miêu tả năm 1976 bởi Charles Denton Dondale & Redner.